# Callipallene pectinata
Callipallene pectinata là một loài nhện biển trong họ Callipallenidae. Loài này thuộc chi Callipallene. Callipallene pectinata được miêu tả khoa học năm 1923 bởi Calman.